# Jacobaea maritima
A Jacobaea maritima a fészkesvirágzatúak (Asterales) rendjébe és az őszirózsafélék (Asteraceae) családjába tartozó faj.

## Rendszertani besorolása
A Jacobaea maritimát, korábban az aggófüvek (Senecio) nemzetségbe sorolták tengerparti aggófű (Senecio maritimus) néven.

## Előfordulása
A Jacobaea maritima a Földközi-tenger térségében fordul elő természetes állapotban. Spanyolországban, Olaszországban, Görögországban, Törökországban és Tunéziában vannak őshonos állományai. Európa középső részén, a balti országoktól egészen Magyarországig is találhatók állományai, de még nem ismert, hogy ki vitte, vagy hogyan jutott azokra a helyekre ez a növényfaj. Nyugat-Európába, a Brit-szigetekre, Svédországba és Algériába betelepítették a Jacobaea maritimát.

## Alfaja
Ehhez a növényfajhoz az alábbi alfaj tartozik :
- Jacobaea maritima subsp. bicolor (Willd.) B.Nord. & Greuter

## Képek

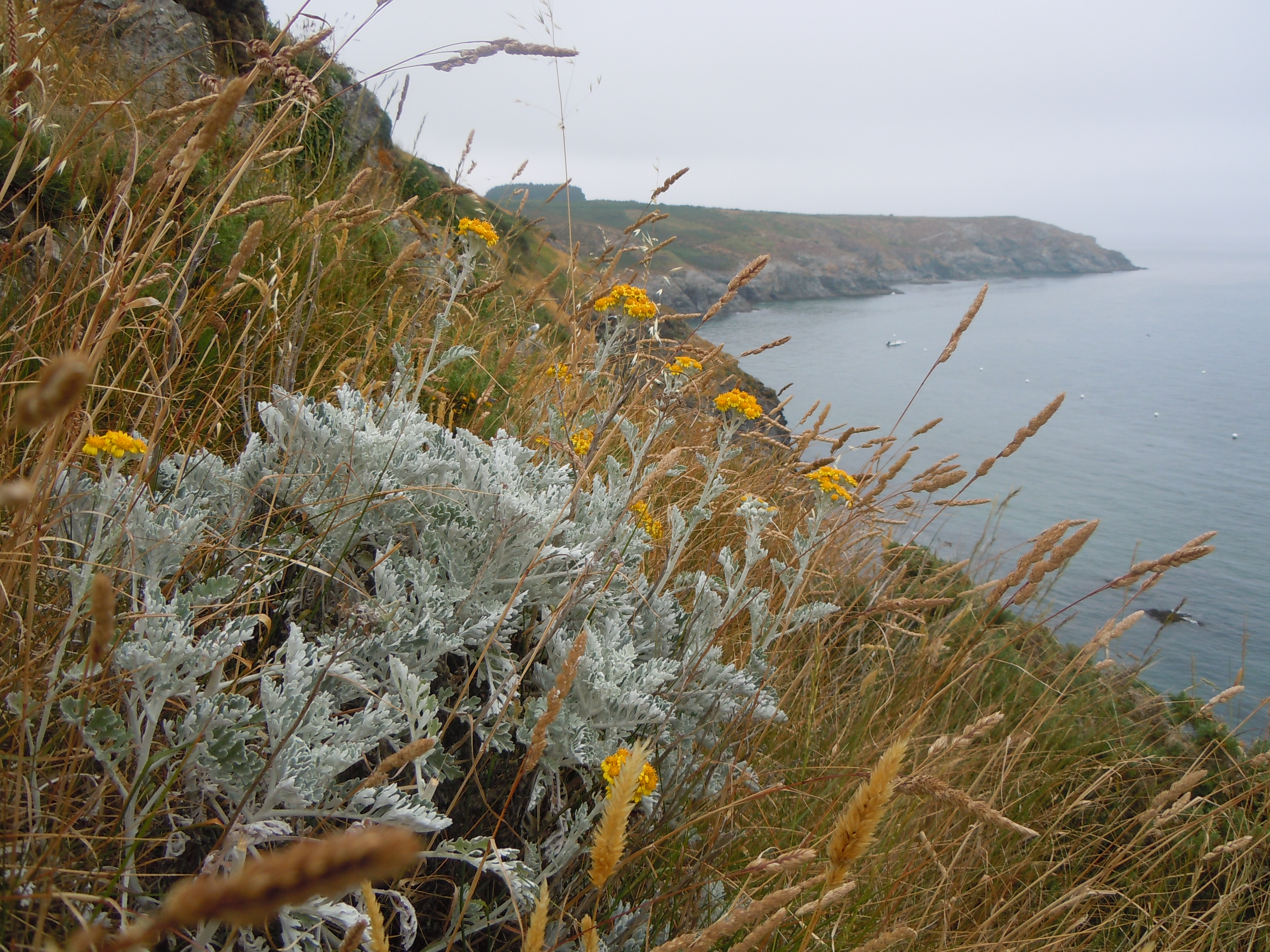
a növény
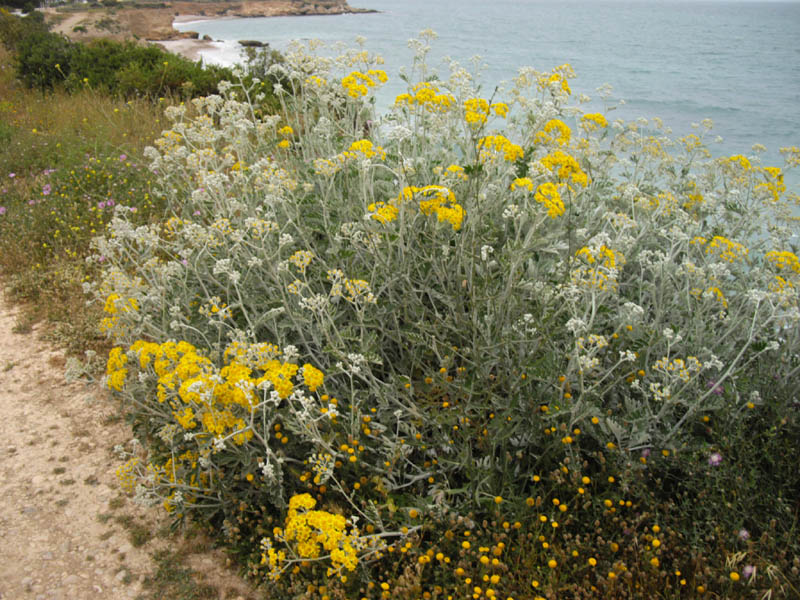
növénytársulásban
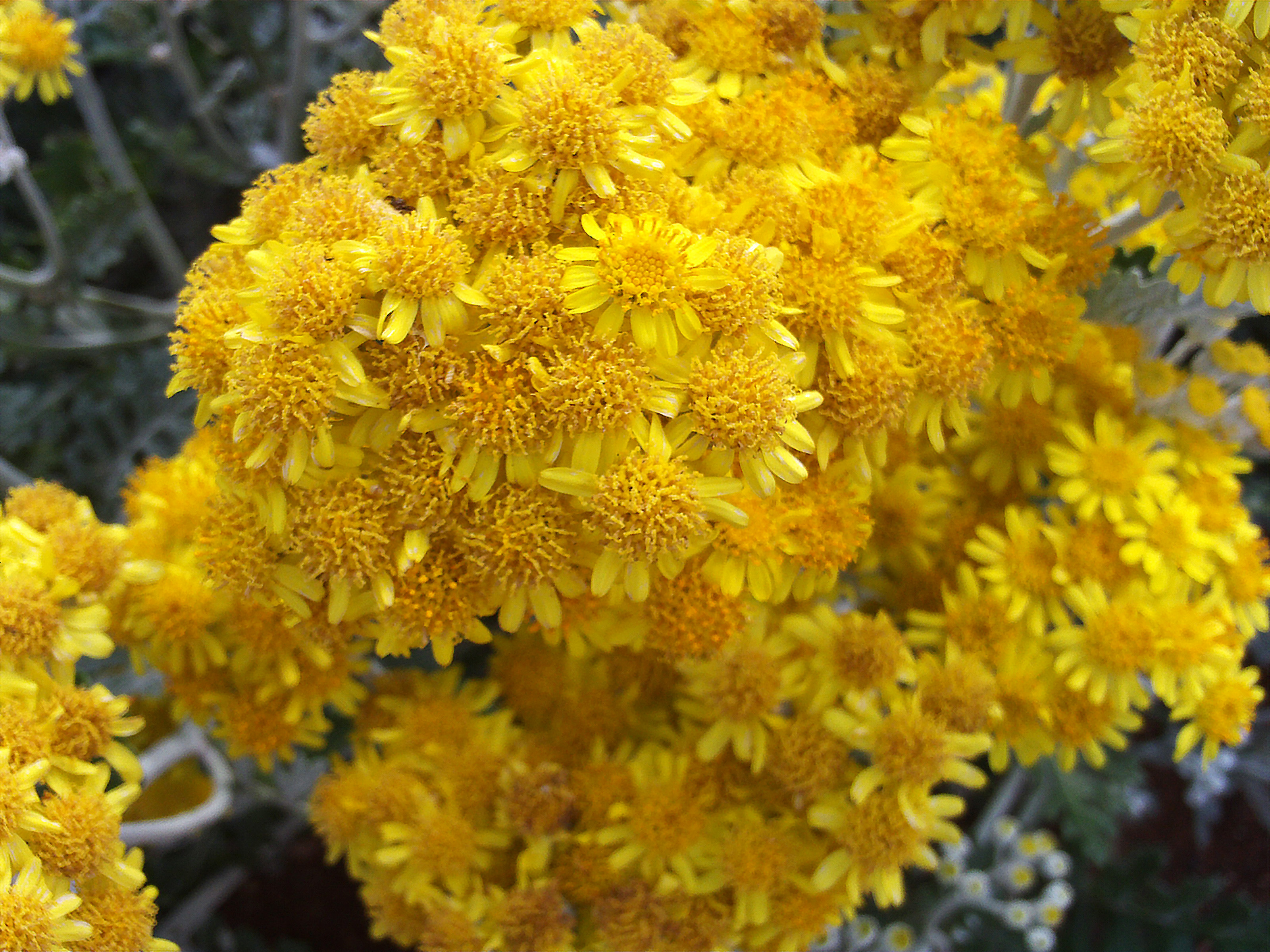
virágai
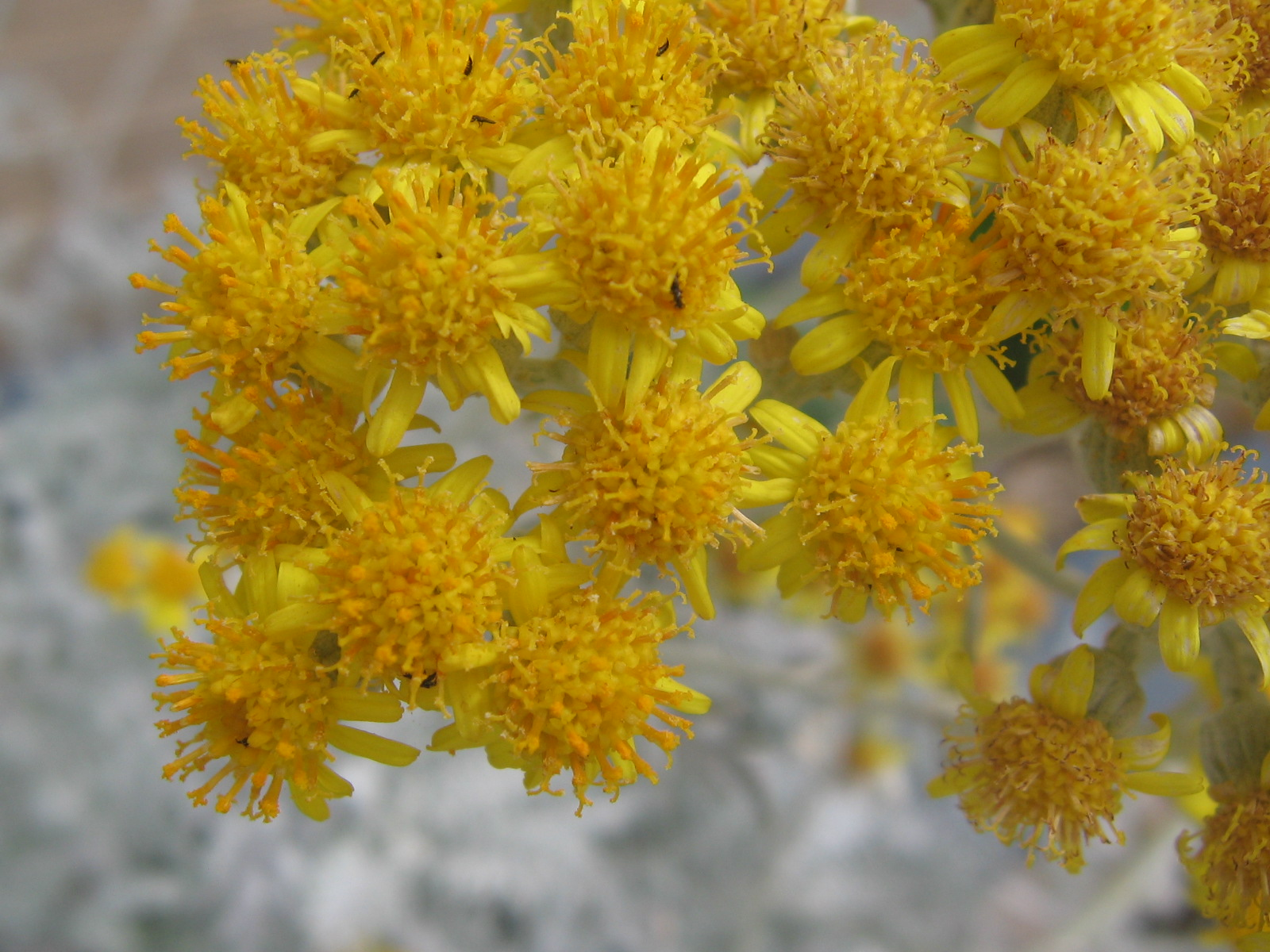
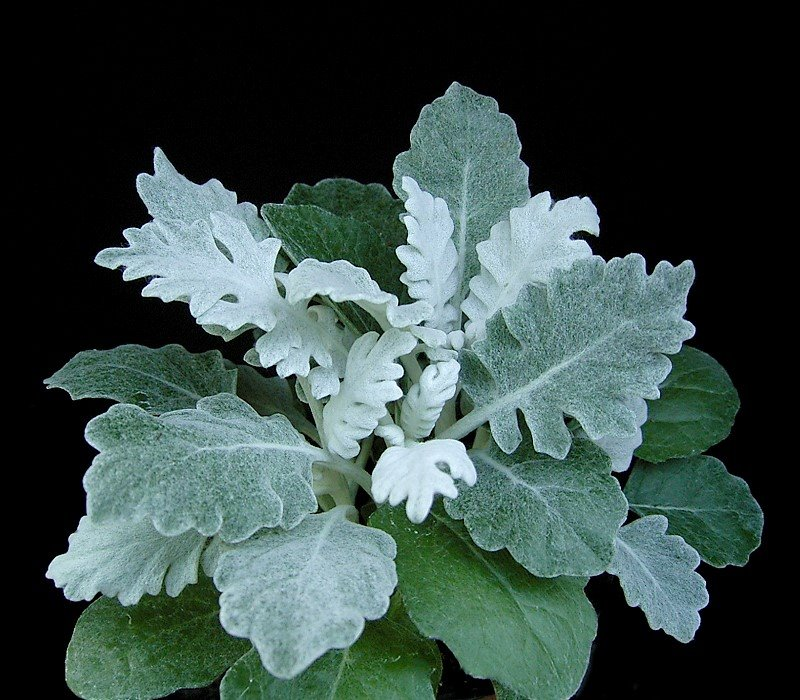
levelei
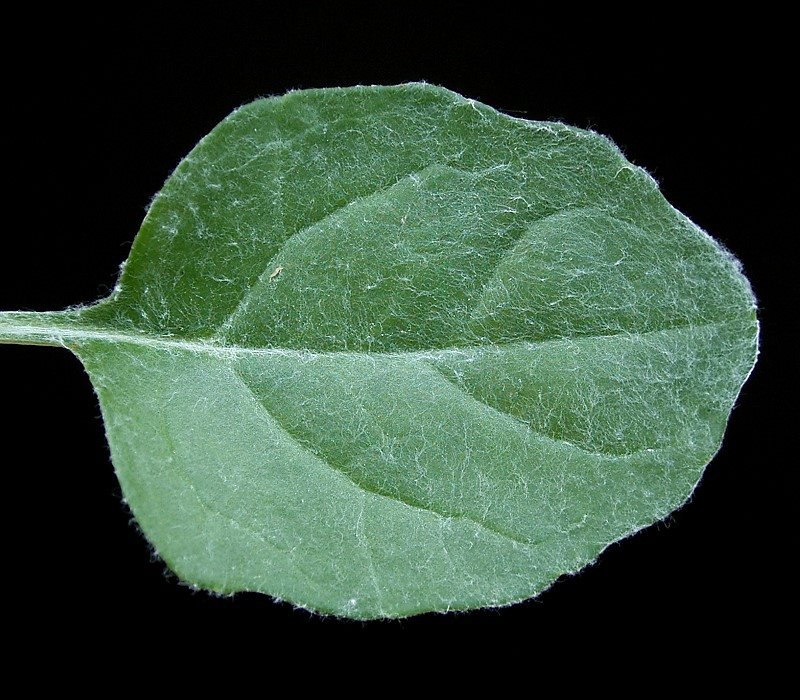
felülről
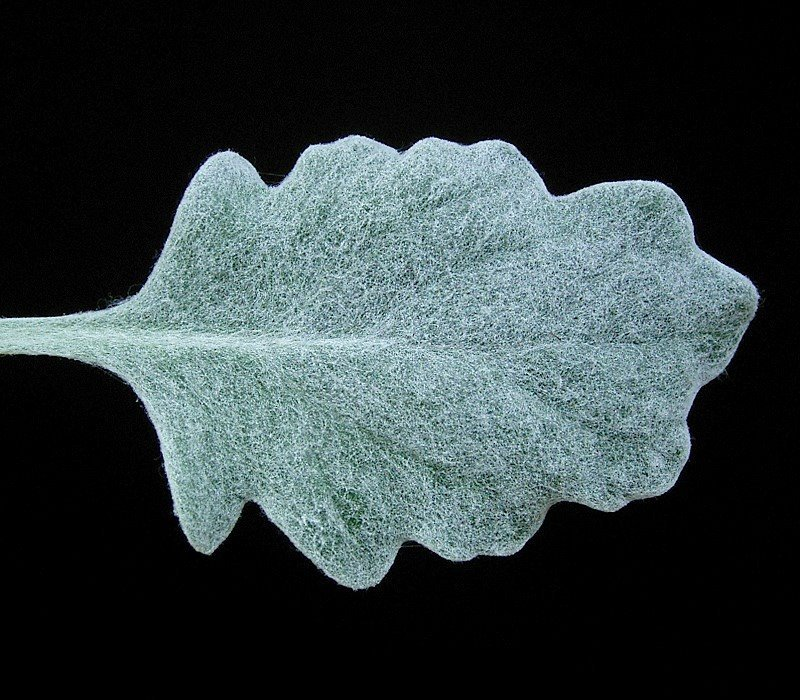
alulról
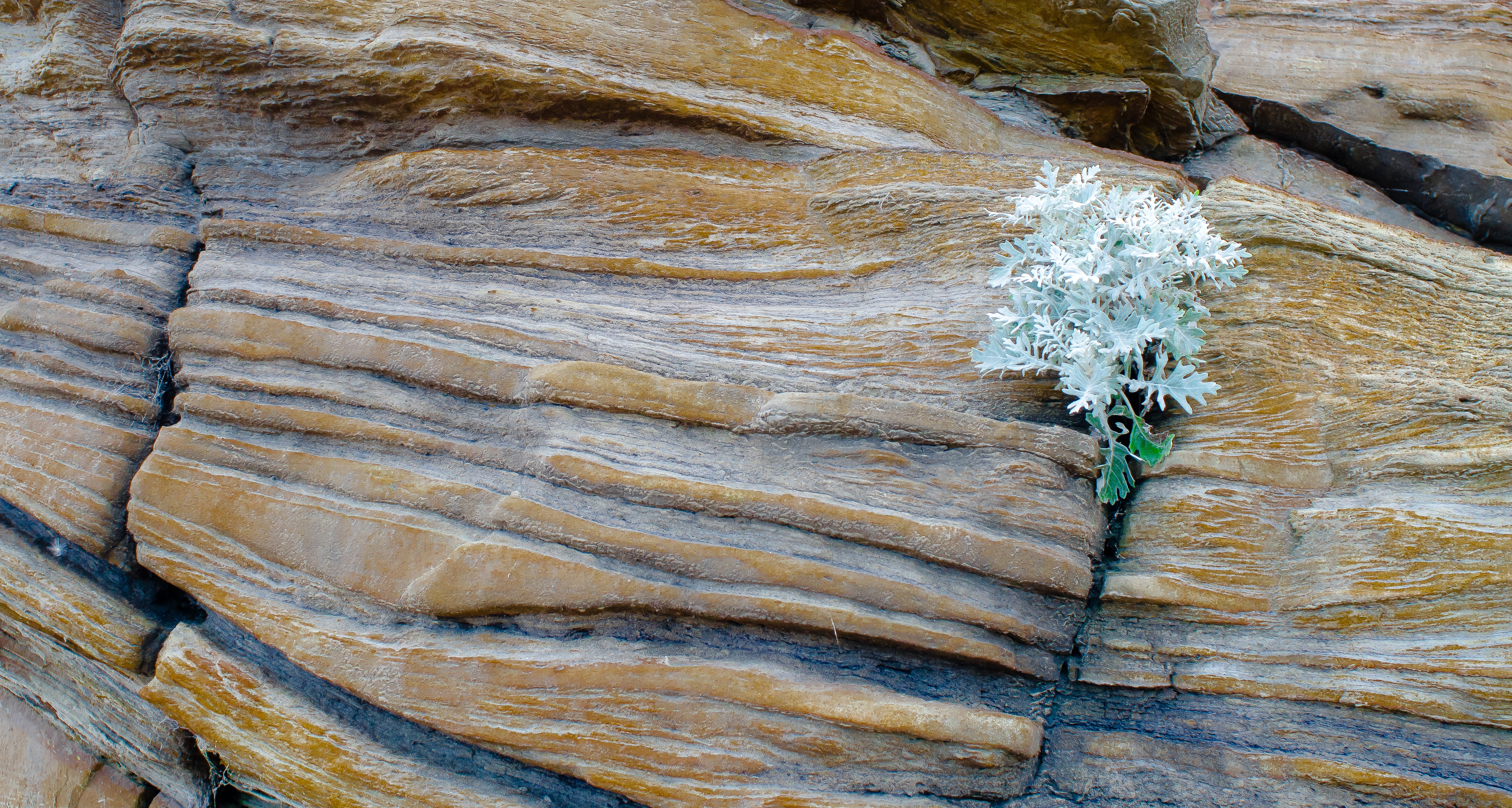
sziklába kapaszkodva